# Michelle Rodriguez
Mayte Michelle Rodríguez (født 12. juli 1978) er en amerikansk skuespiller. Efter hendes gennembrud i Girlfight (2000), har hun spillet hårde roller og medvirket i Hollywood blockbustere som The Fast and the Furious (2001), Resident Evil (2002), S.W.A.T. (2003), Avatar (2009), Fast & Furious (2009), Machete (2010), Battle: Los Angeles (2011), Resident Evil: Retribution (2012) samt seneste Fast & Furious 6 (2013) og Machete Kills (2013). Hun er også kendt for sin rolle som Ana Lucia Cortez i den anden sæson af tv-serien Lost (2005-2006). I juli 2010 havde Rodriguez's film indtjent 1.272.734.719 amerikanske dollar i USA og 3.686.521.043 på verdensplan.
Rodriguez blev født San Antonio, Texas. Hendes mor, Carmen Milady (født Pared Espinal), er oprindeligt indfødt i Den Dominikanske Republik. Hendes far, Rafael Rodriguez, er oprindeligt fra Puerto Rico og tjente tidligere i den amerikanske hær. Hun har i alt ti søskende – både biologiske og halvsøskende. Hun blev delvist opdraget af sin religiøse mormor og blev desuden opdraget igennem Jehovas Vidner (hendes mors religion), selvom hun siden har opgivet denne tro.
Hun flyttede til Den Dominikanske Republik sammen med sin mor, da hun var otte og boede der indtil en alder af elleve, hvorefter de slog sig ned i Jersey City, New Jersey. I sine ungdomsår droppede hun ud af gymnasiet, men fik senere sin GED; i alt blev hun smidt ud af fem skoler. Rodriguez gik kortvarigt på en business school, men droppede ud, for at forfølge en karriere i skuespil, med det ultimative mål at blive en manuskriptforfatter og filminstruktør.
Rodriguez har tidligere datet hendes medspiller i The Fast and the Furious Vin Diesel samt skuespillerkollegaen fra S.W.A.T. Olivier Martinez. Ligeledes fortalte hun i juli 2006 til det britiske Cosmopolitan, at hun ikke var lesbisk, men at hun havde "eksperimenteret med begge køn." Hun blev senere samme år sat i romantisk forhold med Kristanna Loken, selvom forholdet aldrig er blevet officielt bekræftet af hverken Rodriguez eller Loken. Dog udtalte Loken i april 2007: "We're great friends. She'll always remain a great, close friend of mine. I'll always love Michelle."

## Filmografi

### Film
- Girlfight (2000)
- The Fast and the Furious (2001)
- 3 A.M. (2001)
- Blue Crush (2002)
- Resident Evil (2002)
- S.W.A.T. (2003)
- Control (2004)
- BloodRayne (2005)
- The Breed (2006)
- Battle in Seattle (2007)
- Cats: The Movie (2008)
- Gardens of the Night (2008)
- Fast & Furious (2009)
- Trópico de Sangre (2009)
- Avatar (2009)
- Machete (2010)
- Battle: Los Angeles (2011)
- Citizen Jane (2011)
- Resident Evil: Retribution (2012)
- Fast & Furious 6 (2013)
- Machete Kills (2013)
- Turbo (2013)
- Fast & Furious 7 (2015)
- The Fate of the Furious (2017)